# The Dutchmans Stern Conservation Park
The Dutchmans Stern Conservation Park är en park i Australien. Den ligger i delstaten South Australia, omkring 300 kilometer norr om delstatshuvudstaden Adelaide.
Trakten runt The Dutchmans Stern Conservation Park är nära nog obefolkad, med mindre än två invånare per kvadratkilometer.. Närmaste större samhälle är Quorn, nära The Dutchmans Stern Conservation Park.
Omgivningarna runt The Dutchmans Stern Conservation Park är i huvudsak ett öppet busklandskap. Genomsnittlig årsnederbörd är 327 millimeter. Den regnigaste månaden är februari, med i genomsnitt 54 mm nederbörd, och den torraste är oktober, med 7 mm nederbörd.